# احمد فکری توزر

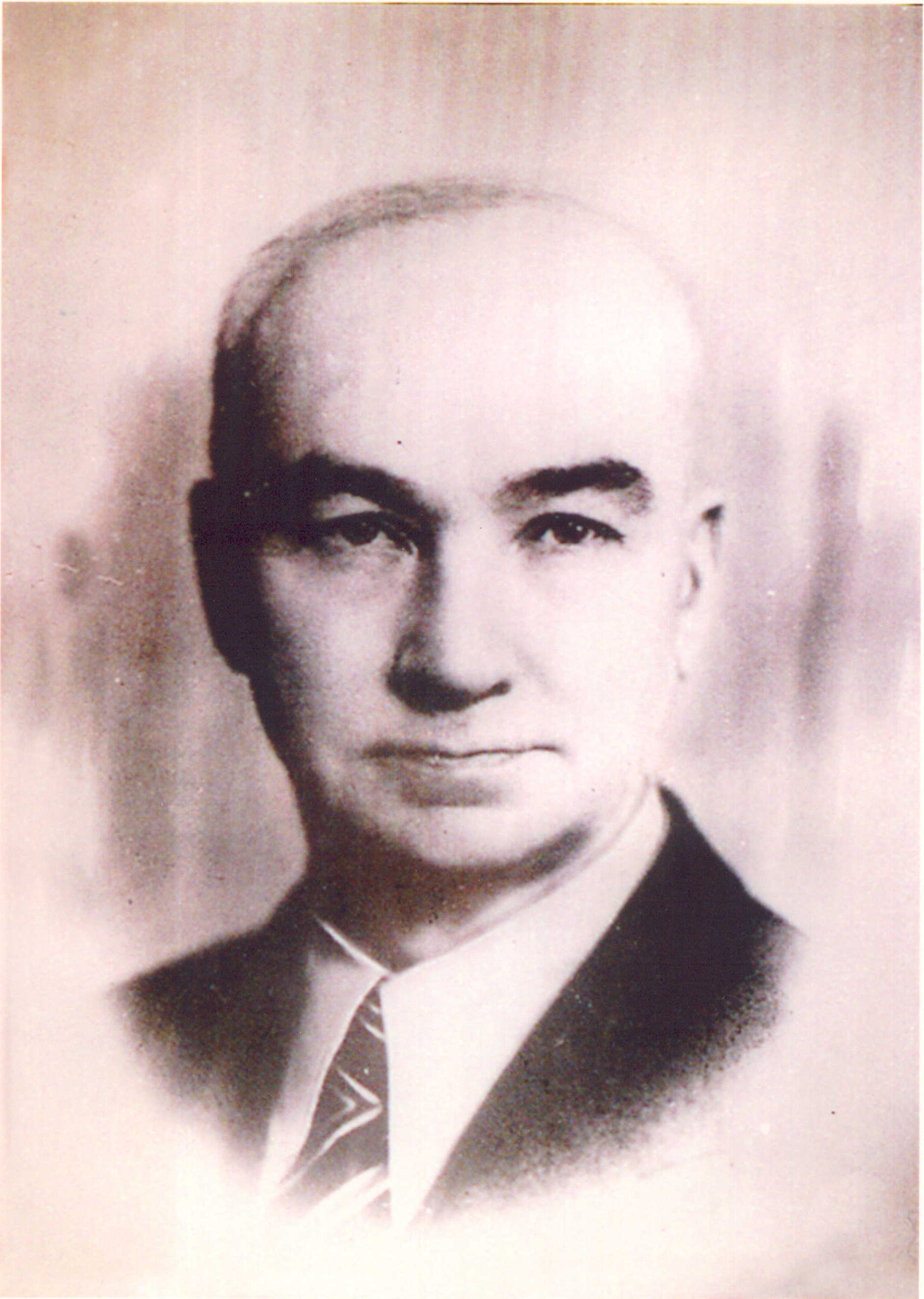

احمد فکری توزر (به انگلیسی: Ahmet Fikri Tüzer) سیاستمدار اهل ترکیه بود که در ژوئیه ۱۹۴۲ به مدت دو روز نخست‌وزیر ترکیه بود